# Almut Arneth
Almut Arneth ist eine deutsche Ökosystemforscherin. Sie ist Professorin am Karlsruher Institut für Technologie und wirkte an dem Sonderbericht über Klimawandel und Landsysteme des Weltklimarat IPCC mit.

## Leben
Arneth schloss 1995 ein Studium der Ökophysiologie an der Universität Bayreuth ab. 1998 wurde sie in Umweltphysik an der Lincoln University in Neuseeland promoviert. Von 1998 bis 2004 setzte sie ihre wissenschaftliche Karriere bei Landcare Research in Neuseeland, dem Max-Planck-Institut für Biogeochemie und dem Max-Planck-Institut für Meteorologie und von 2004 bis 2012 an der Universität Lund, ab 2011 dort als Professorin, fort. Seit 2012 hat sie die Helmholtz-Professur am Institut für Meteorologie und Klimaforschung des Karlsruher Instituts für Technologie inne und leitet die am KIT-Campus Alpin in Garmisch-Partenkirchen angesiedelte Abteilung für Wechselwirkungen zwischen Biosphäre und Atmosphäre sowie die Arbeitsgruppe Wechselwirkungen zwischen Pflanzen und Atmosphäre.
Für 2022 wurde Arneth ein Gottfried Wilhelm Leibniz-Preis zugesprochen.

## Wirken
Arneths Arbeit befasst sich mit den Wechselwirkungen zwischen der Biosphäre und der Erdatmosphäre, den Reaktionen terrestrischer biogeochemischer Zyklen auf den Klimawandel, eine sich ändernde atmosphärische Zusammensetzung und die Landnutzungsänderungen sowie die prozessbasierte Modellierung der globalen Vegetationsdynamik und des Spurengasaustauschs zwischen Oberfläche und Atmosphäre.
Arneth gehört zu den Verfasserinnen des 2019 veröffentlichten Sonderberichts über Klimawandel und Landsysteme des Weltklimarates IPCC. Das Fazit dieser Studie ist laut Arneth, „dass wir als gesamte Weltbevölkerung die Lebensgrundlage momentan nicht nachhaltig nutzen, sondern zerstören“.

## Auszeichnungen
- 2024: Verdienstorden des Landes Baden-Württemberg[4]

## Veröffentlichungen (Auswahl)
- S. Sitch, B. Smith, I. C. Prentice, A. Arneth, A. Bondeau, W. Cramer, ... und K. Thonicke: Evaluation of ecosystem dynamics, plant geography and terrestrial carbon cycling in the LPJ dynamic global vegetation model. In: Global Change Biology. Band 9, Nr. 2, 2003, S. 161–185.
- A. Arneth, S. P. Harrison, S. Zaehle, K. Tsigaridis, S. Menon, P. J. Bartlein, ... und G. Schurgers: Terrestrial biogeochemical feedbacks in the climate system. In: Nature Geoscience. Band 3, Nr. 8, 2010, S. 525.
- C. Rosenzweig, J. Elliott, D. Deryng, A. C. Ruane, C. Müller, A. Arneth, ... und K. Neumann: Assessing agricultural risks of climate change in the 21st century in a global gridded crop model intercomparison. In: Proceedings of the National Academy of Sciences. Band 111, Nr. 9, 2014, S. 3268–3273.